# Тюряева, Илона Петровна
Илона Петровна Тюряева — приднестровский политический и государственный деятель. С 21 ноября 2024 года — Глава государственной администрации города Тирасполя и города Днестровска.

## Биография
Родилась 15 августа 1968 года в г. Тирасполе.
В 1985 году окончила Тираспольскую среднюю школу № 2.
B 1990 году окончила Кишиневский педагогический институт.
Замужем, двое детей.

## Карьера
С 1993 по 1998 год проходила службу в органах внутренних дел ПМР. В 1998 году – принята на работу в ООО «Шериф». Должность: заместитель генерального директора по кадрам и социальным вопросам. B марте 2005 года избрана депутатом Тираспольского городского Совета народных депутатов по избирательному округу № 22. В декабре 2005 года избрана депутатом Верховного Совета ПМР IV созыва. В 2010 году избрана депутатом Верховного Совета ПМР V созыва.  В 2015 году избрана депутатом Верховного Совета ПМР VI созыва по избирательному округу №36 «Центральный», г. Тирасполь.
В 2020 году избрана депутатом Верховного Совета VII созыва по избирательному округу № 28 «Центральный» .
21 ноября 2024 года Указом Президента ПМР назначена Главой государственной администрации города Тирасполя и города Днестровска.

## Награды и звания
- Орден «Трудовая слава» [3].
- Заслуженный работник Приднестровской Молдавской Республики
- Победитель республиканского конкурса «Человек года-2021» в номинации «Общественный деятель» [4] [5].

- Имеет другие государственные и ведомственные награды ПМР, а также награды Русской Православной Церкви[3].